# 小田急ホテルセンチュリー相模大野
小田急ホテルセンチュリー相模大野（おだきゅうホテルセンチュリーさがみおおの、ODAKYU HOTEL CENTURY SAGAMI-ONO）は、神奈川県相模原市南区相模大野にあるホテル。相模大野駅に直結し、株式会社小田急リゾーツが運営する。小田急ポイントサービスの加盟店。

## 概要
相模大野ステーションスクエアB館（旧 エクサイト）の7 - 14階に1996年11月開業。フロント・ロビーは7階、客室フロアは11 - 14階に位置する。総合型シティホテル時代には3か所の料飲施設（2010年9月18日のレストラン改修工事以降は2か所）、会議室、宴会場、結婚式場、写真室などを完備し、ホテル9階には小田急リゾーツの本社も入居していた。
2021年9月1日より総合型シティホテルから宿泊特化型ホテルへ業態変更され、それに先立って2021年1月3日に「グリルキッチン ボン・ロザージュ」および「つつじの茶屋」の2つのレストランを、同年8月に「宴会場」の営業をそれぞれ終了した。
2021年からは「宴会場」跡地をCOVID-19ワクチン接種会場として使用している。
2023年8月からはグループ会社の小田急保険サービスが新宿・平塚・小田原の3拠点を統合して、ホテル9階に本社屋を移転した。

## 料飲施設
- ブラッスリー「ブロッシュ・ボワ」 - フランス料理。2010年9月18日に宴会場となり、2021年8月に宴会場を廃止。
- つつじの茶屋 - 日本料理。2021年1月3日閉店。
- サロン・ド・テ ロザージュ - デザートレストラン　2010年9月18日にリニューアルし、グリルキッチン ボン・ロザージュとなる。2021年1月3日閉店。
- 朝食会場 - 洋食ビュッフェ。2021年現在、ホテル唯一の料飲施設となっている。

## アクセス
- 電車
  - 小田急小田原線・江ノ島線相模大野駅直結
- 車
  - 東名高速道路横浜町田IC 20分